# Szentes
Szentes (rum. Sântamǎria) – miasto w południowo-wschodnich Węgrzech, w komitacie Csongrád, na Wielkiej Nizinie Węgierskiej, nad Kurcą (odnoga Cisy), 25 km na północ od Hódmezővásárhely. Liczy prawie 28,8 tys. mieszkańców (styczeń 2011).

## Historia
Pierwsza wzmianka o mieście pochodzi z 1075 r. Przyspieszony rozwój w drugiej połowie XIX w. w związku z ustanowieniem stolicy komitatu Csongrád. Uruchomienie regularnej żeglugi na Cisie, poprowadzenie linii kolejowej (1887), przerzucenie pierwszego mostu nad Cisą (1903). Efektem tych inwestycji miasto stało się ważnym węzłem komunikacji lądowo-wodnej. Rozwinął się również przemysł spożywczy. W 1902 r. miasto otrzymało oświetlenie elektryczne. Przed II wojną światową liczba ludności osiągnęła 33 tys. W 1950 r. przeniesienie siedziby komitatu Csongrád do Hódmezővásárhely.

## Współczesność
Posiada rozwinięty przemysł włókienniczy, spożywczy i odzieżowy, węzeł kolejowy, uzdrowisko z gorącymi źródłami mineralnymi oraz muzeum. W mieście znajduje się stacja kolejowa Szentes.